# Le Mans Endurance Series 2004
Navigation
Édition suivante
Les Le Mans Endurance Series 2004 est l'édition inaugurale du championnat LMES, créé par l'Automobile Club de l'Ouest en association avec l'agence Peter Auto. Cette compétition avait été précédée en 2003 par une course expérimentale pour lancer ce championnat, les 1 000 kilomètres du Mans.

## Calendrier
| # | Course                  | Circuit           | Date         |
| - | ----------------------- | ----------------- | ------------ |
| 1 | 1 000 km de Monza       | Monza             | 9 mai        |
| 2 | 1 000 km du Nürburgring | Nürburgring       | 4 juillet    |
| 3 | 1 000 km de Silverstone | Silverstone       | 13 août      |
| 4 | 1 000 km de Spa         | Spa-Francorchamps | 12 septembre |

## Résultats
Vainqueur du classement général en gras.
| # | Circuit     | Ecurie victorieuse LMP1     | Ecurie victorieuse LMP2                     | Ecurie victorieuse GTS                      | Ecurie victorieuse GT             | Résultats |
| # | Circuit     | Pilotes victorieux LMP1     | Pilotes victorieux LMP2                     | Pilotes victorieux GTS                      | Pilotes victorieux GT             | Résultats |
| - | ----------- | --------------------------- | ------------------------------------------- | ------------------------------------------- | --------------------------------- | --------- |
| 1 | Monza       | #88 Audi Sport UK Veloqx    | #99 PiR Compétition                         | #86 Larbre Compétition                      | #85 Freisinger Motorsport         | résultats |
| 1 | Monza       | Johnny Herbert Jamie Davies | Marc Rostan Pierre Bruneau                  | Christophe Bouchut Pedro Lamy Steve Zacchia | Stéphane Ortelli Romain Dumas     | résultats |
| 2 | Nürburgring | #8 Audi Sport UK Veloqx     | #13 Courage Compétition                     | #86 Larbre Compétition                      | #93 Cirtek Motorsport             | résultats |
| 2 | Nürburgring | Allan McNish Pierre Kaffer  | Jean-Marc Gounon Alexander Frei Sam Hancock | Christophe Bouchut Pedro Lamy Steve Zacchia | Sascha Maassen Adam Jones         | résultats |
| 3 | Silverstone | #8 Audi Sport UK Veloqx     | #13 Courage Compétition                     | #86 Larbre Compétition                      | #70 JMB Racing                    | résultats |
| 3 | Silverstone | Allan McNish Pierre Kaffer  | Jean-Marc Gounon Alexander Frei Sam Hancock | Christophe Bouchut Pedro Lamy Steve Zacchia | Stéphane Daoudi Roman Rusinov     | résultats |
| 4 | Spa         | #88 Audi Sport UK Veloqx    | #13 Courage Compétition                     | #86 Larbre Compétition                      | #85 Freisinger Motorsport         | résultats |
| 4 | Spa         | Johnny Herbert Jamie Davies | Jonathan Cochet Alexander Frei Sam Hancock  | Christophe Bouchut Pedro Lamy Steve Zacchia | Stéphane Ortelli Emmanuel Collard | résultats |

## Championnat des équipes
Barème : 10-8-6-5-4-3-2-1.

### Classement LMP1
| Pos | No  | Equipe               | Châssis       | Moteur                         | 1  | 2  | 3  | 4  | Total |
| --- | --- | -------------------- | ------------- | ------------------------------ | -- | -- | -- | -- | ----- |
| 1   | #88 | Audi Sport UK Veloqx | Audi R8       | Audi 3.6L Turbo V8             | 10 | 8  | 6  | 10 | 34    |
| 2   | #8  | Audi Sport UK Veloqx | Audi R8       | Audi 3.6L Turbo V8             | 8  | 10 | 10 |    | 28    |
| 3   | #5  | Team Goh             | Audi R8       | Audi 3.6L Turbo V8             | 6  | 5  | 8  | 8  | 27    |
| 4   | #3  | Creation Autosportif | DBA4 03S      | Zytek ZG348 3.4L V8            |    | 6  |    | 6  | 12    |
| 5   | #7  | Ray Mallock Ltd.     | MG-Lola EX257 | MG (AER) XP20 2.0L Turbo I4    | 2  | 2  | 2  | 4  | 10    |
| 6=  | #17 | Pescarolo Sport      | Courage C60   | Judd GV5 5.0L V10              | 5  | 4  |    |    | 9     |
| 6=  | #69 | Team Jota            | Zytek 04S     | Zytek ZG348 3.4L V8            |    | 1  | 3  | 5  | 9     |
| 8=  | #6  | Rollcentre Racing    | Dallara SP1   | Judd GV4 4.0L V10              | 4  | 3  | 1  |    | 8     |
| 8=  | #22 | Zytek Engineering    | Zytek 04S     | Zytek ZG348 3.4L V8            | 3  |    | 5  |    | 8     |
| 10  | #14 | Team Nasamax         | Nasamax DM139 | Judd GV5 5.0L V10 (Bioethanol) | 1  |    | 4  |    | 5     |
| 11  | #11 | Larbre Compétition   | Panoz GTP     | Ford (Élan) 6L8 6.0L V8        |    |    |    | 3  | 3     |

### Classement LMP2
| Pos | No  | Equipe               | Châssis         | Moteur                   | 1  | 2  | 3  | 4  | Total |
| --- | --- | -------------------- | --------------- | ------------------------ | -- | -- | -- | -- | ----- |
| 1   | #13 | Courage Compétition  | Courage C65     | AER XP20 2.0L Turbo I4   |    | 10 | 10 | 10 | 30    |
| 2   | #99 | PiR Compétition      | Pilbeam MP91    | JPX 3.4L V6              | 10 | 8  | 5  | 3  | 26    |
| 3   | #27 | Tracsport            | Lola B2K/40     | Nissan (AER) VQL 3.0L V6 |    | 6  | 4  | 5  | 15    |
| 4   | #36 | Gerard Welter        | WR LMP2         | Peugeot 3.4L V6          |    |    | 8  | 6  | 14    |
| 5   | #26 | Paul Belmondo Racing | Courage C65     | (AER) XP20 2.0L Turbo I4 |    |    |    | 8  | 8     |
| 6   | #31 | Équipe Palmyr        | Lucchini SR2000 | Alfa Romeo 3.0L V6       |    |    | 6  |    | 6     |
| 7   | #35 | G-Force Racing       | Pilbeam MP84    | Nissan (AER) VQL 3.0L V6 |    | 5  |    |    | 5     |
| 8   | #32 | Lucchini Engineering | Lucchini LMP2   | Judd XV675 3.4L V8       |    |    |    | 4  | 4     |

### Classement GTS
| Pos | No  | Equipe                             | Châssis                   | Moteur           | 1  | 2  | 3†  | 4  | Total |
| --- | --- | ---------------------------------- | ------------------------- | ---------------- | -- | -- | --- | -- | ----- |
| 1   | #86 | Larbre Compétition                 | Ferrari 550 GTS Maranello | Ferrari 5.9L V12 | 10 | 10 | 5   | 10 | 35    |
| 2   | #61 | Barron Connor Racing               | Ferrari 575 GTC           | Ferrari 6.0L V12 | 8  | 5  | 2.5 | 5  | 20.5  |
| 3   | #62 | Barron Connor Racing               | Ferrari 575 GTC           | Ferrari 6.0L V12 |    | 4  | 4   | 6  | 14    |
| 4   | #52 | Graham Nash Motorsport             | Saleen S7-R               | Ford 7.0L V8     |    | 6  | 3   | 4  | 13    |
| 5=  | #59 | Vitaphone Racing Konrad Motorsport | Saleen S7-R               | Ford 7.0L V8     |    | 8  |     |    | 8     |
| 5=  | #87 | Larbre Compétition                 | Ferrari 550 GTS Maranello | Ferrari 5.9L V12 |    |    |     | 8  | 8     |

† - Moitié des points accordée en raison du faible nombre de concurrents.

### Classement GT
| Pos | No  | Equipe                         | Châssis                   | Moteur              | 1  | 2  | 3  | 4  | Total |
| --- | --- | ------------------------------ | ------------------------- | ------------------- | -- | -- | -- | -- | ----- |
| 1   | #80 | Sebah Automotive Ltd.          | Porsche 911 GT3 R (996)   | Porsche 3.6L Flat-6 | 4  | 8  | 8  | 6  | 26    |
| 2   | #70 | JMB Racing                     | Ferrari 360 Modena GT     | Ferrari 3.6L V8     | 8  | 3  | 10 | 4  | 25    |
| 3   | #85 | Freisinger Motorsport          | Porsche 911 GT3 RSR (996) | Porsche 3.6L Flat-6 | 10 |    | 4  | 10 | 24    |
| 4   | #93 | Cirtek Motorsport              | Porsche 911 GT3 RSR (996) | Porsche 3.6L Flat-6 | 3  | 10 |    | 8  | 21    |
| 5   | #77 | Choro Q Racing Team            | Porsche 911 GT3 RSR (996) | Porsche 3.6L Flat-6 | 6  | 6  | 1  |    | 13    |
| 6   | #84 | Seikel Motorsport              | Porsche 911 GT3 RS (996)  | Porsche 3.6L Flat-6 | 1  | 5  | 5  | 1  | 12    |
| 7   | #81 | Farnbacher Racing              | Porsche 911 GT3 RSR (996) | Porsche 3.6L Flat-6 |    |    | 6  | 5  | 11    |
| 8   | #81 | The Racer's Group              | Porsche 911 GT3 RSR (996) | Porsche 3.6L Flat-6 | 5  |    |    |    | 5     |
| 9=  | #92 | Cirtek Motorsport              | Ferrari 360 Modena GT     | Ferrari 3.6L V8     | 2  | 2  |    |    | 4     |
| 9=  | #97 | Auto Palace                    | Ferrari 360 Modena GT     | Ferrari 3.6L V8     |    | 4  |    |    | 4     |
| 11= | #91 | Racesport Salisbury            | TVR Tuscan T400R          | TVR 4.0L I6         |    | 1  | 2  |    | 3     |
| 11= | #89 | Chamberlain Synergy Motorsport | TVR Tuscan T400R          | TVR 4.0L I6         |    |    | 3  |    | 3     |
| 11= | #90 | T2M Motorsport                 | Porsche 911 GT3 RS (996)  | Porsche 3.6L Flat-6 |    |    |    | 3  | 3     |
| 14  | #75 | Autorlando Sport               | Porsche 911 GT3 RS (996)  | Porsche 3.6L Flat-6 |    |    |    | 2  | 2     |

## Sources
- (en) Cet article est partiellement ou en totalité issu de l’article de Wikipédia en anglais intitulé « 2004 Le Mans Endurance Series season » (voir la liste des auteurs).